# Trysimia andamanica
Trysimia andamanica là một loài bọ cánh cứng trong họ Cerambycidae.